# Campeonato Mundial de Ginástica Artística de 2022
O Campeonato Mundial de Ginástica Artística de 2022 foi realizado em Liverpool, Reino Unido, na Liverpool Arena, de 29 de outubro a 6 de novembro. O Reino Unido já sediou este evento em 1993 (Birmingham), 2009 (Londres) e 2015 (Glasgow). Devido à invasão da Ucrânia pela Rússia, os atletas que representam a Federação Russa e a Bielorrússia foram proibidos de competir nesse campeonato.
O campeonato é um importante evento de qualificação para os Jogos Olímpicos de 2024 em Paris. As três melhores equipes nas finais de equipes masculinas e femininas obterão cinco vagas para Paris e se classificarão para a competição por equipes.

## Calendário da competição
| Data                                  | Sessão                           | Horário | Subdivisões |
| ------------------------------------- | -------------------------------- | --- | --- |
| Sábado, 29 de outubro                 | Qualificatória Feminina          | | WAG: Subdivisão 1 Grupo de Especialistas de Aparelhos 1, Grupo de Especialistas de Aparelhos 2, Bélgica, Estados Unidos |
| Sábado, 29 de outubro                 | Qualificatória Feminina          | WAG: Subdivisão 2 Grupo Individual Geral 12, Romênia, Grupo Individual Geral 7, Espanha                                                 | |
| Domingo, 30 de outubro                | Qualificatória Feminina          | | WAG: Subdivisão 3 Coreia do Sul, Grupo Individual Geral 1, Grupo Individual Geral 14, Ucrânia                           |
| Domingo, 30 de outubro                | Qualificatória Feminina          | WAG: Subdivisão 4 Suécia, Austrália, Grupo Individual Geral 9, Hungria                                                                  | |
| Domingo, 30 de outubro                | Qualificatória Feminina          | WAG: Subdivisão 5 Grupo Individual Geral 10, Canadá, China, Grupo Individual Geral 5                                                    | |
| Domingo, 30 de outubro                | Qualificatória Feminina          | WAG: Subdivisão 6 México, França, Grupo Individual Geral 2, Grupo Individual Geral 13                                                   | |
| Domingo, 30 de outubro                | Qualificatória Feminina          | WAG: Subdivisão 7 Finlândia, Países Baixos, Grupo Individual Geral 8, Japão                                                             | |
| Domingo, 30 de outubro                | Qualificatória Feminina          | WAG: Subdivisão 8 Grupo Individual Geral 4, Argentina, Brasil, Alemanha                                                                 | |
| Domingo, 30 de outubro                | Qualificatória Feminina          | WAG: Subdivisão 9 Grupo Individual Geral 3, Itália, Taipé Chinesa, Egito                                                                | |
| Domingo, 30 de outubro                | Qualificatória Feminina          | WAG: Subdivisão 10 Grupo Individual Geral 11, Grã-Bretanha, Áustria, Grupo Individual Geral 6                                           | |
| Segunda-feira, 31 de outubro          | Qualificatória Masculina         | | MAG: Subdivisão 1 Áustria, Grupo Individual Geral 8, Estados Unidos, Canadá, Grupo Individual Geral 5, Switzerland      |
| Segunda-feira, 31 de outubro          | Qualificatória Masculina         | MAG: Subdivisão 2 Cazaquistão, Grupo Individual Geral 6, Coreia do Sul, Grupo Individual Geral 2, Grã-Bretanha, China                   | |
| Segunda-feira, 31 de outubro          | Qualificatória Masculina         | MAG: Subdivisão 3 Espanha, Japão, Grupo Individual Geral 10, Grupo Individual Geral 3, Ucrânia, Romênia                                 | |
| Segunda-feira, 31 de outubro          | Qualificatória Masculina         | MAG: Subdivisão 4 Países Baixos, Itália, Grupo de Especialistas de Aparelhos 2, Colômbia, Brasil, Grupo de Especialistas de Aparelhos 1 | |
| Segunda-feira, 31 de outubro          | Qualificatória Masculina         | MAG: Subdivisão 5 Turquia, Egito, Alemanha, Taipé Chinesa, Grupo Individual Geral 7, Grupo Individual Geral 9                           | |
| Segunda-feira, 31 de outubro          | Qualificatória Masculina         | MAG: Subdivisão 6 Bélgica, Grupo Individual Geral 4, Austrália, França, Hungria, Grupo Individual Geral 1                               | |
| Terça-feira, 1 de novembro            | Final por Equipes Feminina       | | Top 8 da qualificatória                                                                                                 |
| Quarta-feira, 2 de novembro           | Final por Equipes Masculina      | | Top 8 da qualificatória                                                                                                 |
| Quinta-feira, 3 de novembro           | Final Individual Geral Feminina  | | Top 24 da qualificatória                                                                                                |
| Sexta-feira, 4 de novembro            | Final Individual Geral Masculina | | Top 24 da qualificatória                                                                                                |
| Sábado, 5 de novembro                 | Finais por Aparelhos             | | MAG: Solo, Cavalo com alças, Argolas                                                                                    |
| Sábado, 5 de novembro                 | Finais por Aparelhos             | WAG: Salto, Barras assimétricas | |
| Domingo, 6 de novembro                | Finais por Aparelhos             | | MAG: Salto, Barras paralelas, Barra fixa                                                                                |
| Domingo, 6 de novembro                | Finais por Aparelhos             | WAG: Trave de equilíbrio, Solo | |
| Listado no horário local (UTC±00:00). |                                  | | |

1. ↑  As qualificações WAG em 29 de outubro estão em BST (UTC+01:00), já que o horário de verão termina no Reino Unido em 30 de outubro.

## Resumo de medalhas

### Medalhistas
Nomes com um asterisco (*) indicam o suplente da equipe.
| Evento              | Ouro                                                                                                  | Prata | Bronze |
| Masculino           | | | |
| Equipes             | China · Sun Wei · Yang Jiaxing · You Hao · Zhang Boheng · Zou Jingyuan · Su Weide                     | Japão · Ryosuke Doi · Daiki Hashimoto · Yuya Kamoto · Kakeru Tanigawa · Wataru Tanigawa · Kazuma Kaya                               | Grã-Bretanha · Joe Fraser · James Hall · Jake Jarman · Giarnni Regini-Moran · Courtney Tulloch · Adam Tobin |
| Individual geral    | Daiki Hashimoto                                                                                       | Zhang Boheng | Wataru Tanigawa                                                                                             |
| Solo                | Giarnni Regini-Moran                                                                                  | Daiki Hashimoto | Ryosuke Doi                                                                                                 |
| Cavalo com alças    | Rhys McClenaghan                                                                                      | Ahmad Abu al Soud | Harutyun Merdinyan                                                                                          |
| Argolas             | Adem Asil                                                                                             | Zou Jingyuan | Courtney Tulloch                                                                                            |
| Salto               | Artur Davtyan                                                                                         | Carlos Yulo | Igor Radivilov                                                                                              |
| Barras paralelas    | Zou Jingyuan                                                                                          | Lukas Dauser | Carlos Yulo                                                                                                 |
| Barra fixa          | Brody Malone                                                                                          | Daiki Hashimoto | Arthur Mariano                                                                                              |
| Feminino            | | | |
| Equipes             | Estados Unidos · Skye Blakely · Jade Carey · Jordan Chiles · Shilese Jones · Leanne Wong · Lexi Zeiss | Grã-Bretanha · Ondine Achampong · Georgia-Mae Fenton · Jennifer Gadirova · Jessica Gadirova · Alice Kinsella · Poppy-Grace Stickler | Canadá · Ellie Black · Laurie Denommée · Danelle Pedrick · Emma Spence · Sydney Turner · Shallon Olsen      |
| Individual geral    | Rebeca Andrade                                                                                        | Shilese Jones | Jessica Gadirova                                                                                            |
| Salto               | Jade Carey                                                                                            | Jordan Chiles | Coline Devillard                                                                                            |
| Barras assimétricas | Wei Xiaoyuan                                                                                          | Shilese Jones | Nina Derwael                                                                                                |
| Trave               | Hazuki Watanabe                                                                                       | Ellie Black | Shoko Miyata                                                                                                |
| Solo                | Jessica Gadirova                                                                                      | Jordan Chiles | Rebeca Andrade Jade Carey                                                                                   |

### Quadro de medalhas

#### Geral
*   país anfitrião (Grã-Bretanha)
| Pos.                | País                | Ouro | Prata | Bronze | Total |
| ------------------- | ------------------- | ---- | ----- | ------ | ----- |
| 1                   | Estados Unidos      | 3    | 4     | 1      | 8     |
| 2                   | China               | 3    | 2     | 0      | 5     |
| 3                   | Japão               | 2    | 3     | 3      | 8     |
| 4                   | Grã-Bretanha        | 2    | 1     | 3      | 6     |
| 5                   | Brasil              | 1    | 0     | 2      | 3     |
| 6                   | Arménia             | 1    | 0     | 1      | 2     |
| 7                   | Irlanda             | 1    | 0     | 0      | 1     |
| 7                   | Turquia             | 1    | 0     | 0      | 1     |
| 9                   | Canadá              | 0    | 1     | 1      | 2     |
| 9                   | Filipinas           | 0    | 1     | 1      | 2     |
| 11                  | Alemanha            | 0    | 1     | 0      | 1     |
| 11                  | Jordânia            | 0    | 1     | 0      | 1     |
| 13                  | Bélgica             | 0    | 0     | 1      | 1     |
| 13                  | França              | 0    | 0     | 1      | 1     |
| 13                  | Ucrânia             | 0    | 0     | 1      | 1     |
| Total (15 entradas) | Total (15 entradas) | 14   | 14    | 15     | 43    |

#### Masculino
*   país anfitrião (Grã-Bretanha)
| Pos.                | País                | Ouro | Prata | Bronze | Total |
| ------------------- | ------------------- | ---- | ----- | ------ | ----- |
| 1                   | China               | 2    | 2     | 0      | 4     |
| 2                   | Japão               | 1    | 3     | 2      | 6     |
| 3                   | Grã-Bretanha        | 1    | 0     | 2      | 3     |
| 4                   | Arménia             | 1    | 0     | 1      | 2     |
| 5                   | Estados Unidos      | 1    | 0     | 0      | 1     |
| 5                   | Irlanda             | 1    | 0     | 0      | 1     |
| 5                   | Turquia             | 1    | 0     | 0      | 1     |
| 8                   | Filipinas           | 0    | 1     | 1      | 2     |
| 9                   | Alemanha            | 0    | 1     | 0      | 1     |
| 9                   | Jordânia            | 0    | 1     | 0      | 1     |
| 11                  | Brasil              | 0    | 0     | 1      | 1     |
| 11                  | Ucrânia             | 0    | 0     | 1      | 1     |
| Total (12 entradas) | Total (12 entradas) | 8    | 8     | 8      | 24    |

#### Feminino
*   país anfitrião (Grã-Bretanha)
| Pos.               | País               | Ouro | Prata | Bronze | Total |
| ------------------ | ------------------ | ---- | ----- | ------ | ----- |
| 1                  | Estados Unidos     | 2    | 4     | 1      | 7     |
| 2                  | Grã-Bretanha       | 1    | 1     | 1      | 3     |
| 3                  | Brasil             | 1    | 0     | 1      | 2     |
| 3                  | Japão              | 1    | 0     | 1      | 2     |
| 5                  | China              | 1    | 0     | 0      | 1     |
| 6                  | Canadá             | 0    | 1     | 1      | 2     |
| 7                  | Bélgica            | 0    | 0     | 1      | 1     |
| 7                  | França             | 0    | 0     | 1      | 1     |
| Total (8 entradas) | Total (8 entradas) | 6    | 6     | 7      | 19    |

## Resultados masculinos

### Equipes
Competidores mais velhos e mais jovens
|            | Nome       | País           | Data de nascimento  | Idade                      |
| ---------- | ---------- | -------------- | ------------------- | -------------------------- |
| Mais novo  | Asher Hong | Estados Unidos | 23 de março de 2004 | 18 anos, 7 meses e 10 dias |
| Mais velho | You Hao    | China          | 26 de abril 1992    | 30 anos, 6 meses e 7 dias  |

| Pos. | Equipe               |            |            |            |            |            |            | Total   |
| ---- | -------------------- | ---------- | ---------- | ---------- | ---------- | ---------- | ---------- | ------- |
| 1    | China                | 42.332 (3) | 41.032 (1) | 43.632 (1) | 43.332 (1) | 44.998 (1) | 42.532 (1) | 258.858 |
| 1    | Sun Wei              | 13.866     | 13.633     |            | 13.833     |            | 14.666     | 258.858 |
| 1    | Yang Jiaxing         | 14.200     | 13.433     |            | 14.533     |            | 13.433     | 258.858 |
| 1    | You Hao              |            |            | 14.633     |            | 14.866     |            | 258.858 |
| 1    | Zhang Boheng         | 14.266     | 13.966     | 14.133     | 14.966     | 14.366     | 14.433     | 258.858 |
| 1    | Zou Jingyuan         |            |            | 14.866     |            | 15.766     |            | 258.858 |
| 2    | Japão                | 43.366 (1) | 38.466 (2) | 42.199 (4) | 43.332 (1) | 43.999 (2) | 42.033 (2) | 253.395 |
| 2    | Ryosuke Doi          | 14.366     | 13.033     |            | 14.700     |            | 14.700     | 253.395 |
| 2    | Daiki Hashimoto      | 14.500     | 14.433     | 13.866     | 13.866     |            | 13.133     | 253.395 |
| 2    | Yuya Kamoto          |            |            | 14.233     |            | 14.766     | 14.200     | 253.395 |
| 2    | Wataru Tanigawa      |            |            | 14.100     | 14.766     | 14.933     |            | 253.395 |
| 2    | Kakeru Tanigawa      | 14.500     | 11.000     |            |            | 14.300     |            | 253.395 |
| 3    | Grã-Bretanha         | 42.799 (2) | 35.232 (6) | 42.299 (2) | 42.833 (4) | 43.266 (3) | 40.800 (4) | 247.229 |
| 3    | Joe Fraser           |            | 10.466     | 14.033     |            | 15.000     | 14.000     | 247.229 |
| 3    | James Hall           | 14.200     | 12.200     | 13.600     |            | 14.033     | 13.700     | 247.229 |
| 3    | Jake Jarman          | 14.433     | 12.566     |            | 13.733     |            | 13.100     | 247.229 |
| 3    | Giarnni Regini-Moran | 14.166     |            |            | 14.600     | 14.233     |            | 247.229 |
| 3    | Courtney Tulloch     |            |            | 14.666     | 14.500     |            |            | 247.229 |
| 4    | Itália               | 41.766 (5) | 38.366 (3) | 39.499 (7) | 42.933 (3) | 42.065 (7) | 41.336 (3) | 245.995 |
| 4    | Yumin Abbadini       | 13.733     | 12.300     | 13.033     |            |            | 13.633     | 245.995 |
| 4    | Nicola Bartolini     | 14.333     | 12.766     |            | 14.600     | 13.866     |            | 245.995 |
| 4    | Lorenzo Minh Casali  | 13.700     |            | 13.300     | 14.533     | 13.933     |            | 245.995 |
| 4    | Carlo Macchini       |            | 13.300     |            |            |            | 14.300     | 245.995 |
| 4    | Matteo Levantesi     |            |            | 13.166     | 13.800     | 14.266     | 13.433     | 245.995 |
| 5    | Estados Unidos       | 40.265 (8) | 38.265 (5) | 42.265 (3) | 42.833 (4) | 42.865 (4) | 39.199 (7) | 245.692 |
| 5    | Asher Hong           | 13.933     | 13.566     | 14.033     | 14.533     | 14.533     |            | 245.692 |
| 5    | Brody Malone         | 12.866     | 11.733     | 13.766     | 14.400     | 13.966     | 14.366     | 245.692 |
| 5    | Stephen Nedoroscik   |            | 12.966     |            |            |            |            | 245.692 |
| 5    | Colt Walker          |            |            |            | 13.900     | 14.366     | 11.700     | 245.692 |
| 5    | Donnell Whittenburg  | 13.466     |            | 14.466     |            |            | 13.133     | 245.692 |
| 6    | Espanha              | 41.765 (6) | 38.299 (4) | 40.900 (5) | 41.299 (8) | 42.265 (5) | 39.499 (6) | 244.027 |
| 6    | Nestor Abad          |            | 11.633     | 13.800     |            |            | 13.133     | 244.027 |
| 6    | Thierno Diallo       |            | 13.533     |            |            | 14.266     |            | 244.027 |
| 6    | Nicolau Mir          | 13.866     |            |            | 14.100     | 13.733     | 12.466     | 244.027 |
| 6    | Joel Plata           | 13.966     | 13.133     | 13.500     | 14.666     | 14.266     | 13.900     | 244.027 |
| 6    | Rayderley Zapata     | 13.933     |            | 13.600     | 12.533     |            |            | 244.027 |
| 7    | Brasil               | 41.932 (4) | 33.900 (7) | 39.932 (6) | 42.799 (6) | 42.233 (6) | 40.566 (5) | 241.362 |
| 7    | Lucas Bitencourt     |            | 10.600     | 12.966     |            | 13.633     |            | 241.362 |
| 7    | Yuri Guimarães       | 14.366     |            |            | 13.733     |            |            | 241.362 |
| 7    | Arthur Mariano       | 13.700     |            |            | 14.566     |            | 12.866     | 241.362 |
| 7    | Diogo Soares         |            | 11.900     | 13.033     |            | 14.000     | 13.800     | 241.362 |
| 7    | Caio Souza           | 13.866     | 11.400     | 13.933     | 14.500     | 14.600     | 13.900     | 241.362 |
| 8    | Coreia do Sul        | 40.299 (7) | 31.566 (8) | 38.766 (8) | 42.232 (7) | 40.932 (8) | 39.033 (8) | 232.828 |
| 8    | Kim Jae-ho           | 13.400     | 12.333     |            | 14.266     | 13.733     | 13.033     | 232.828 |
| 8    | Kim Han-sol          | 13.133     |            |            | 13.666     |            |            | 232.828 |
| 8    | Lee Jun-ho           |            |            | 13.166     | 14.300     |            | 12.700     | 232.828 |
| 8    | Lee Jung-hyo         |            | 10.300     | 12.400     |            | 13.466     |            | 232.828 |
| 8    | Ryu Sung-hyun        | 13.766     | 8.933      | 13.200     |            | 13.733     | 13.300     | 232.828 |

Fonte:

### Individual geral
Competidores mais velhos e mais jovens
|            | Nome        | País           | Data de nascimento  | Idade                      |
| ---------- | ----------- | -------------- | ------------------- | -------------------------- |
| Mais novo  | Asher Hong  | Estados Unidos | 23 de março de 2004 | 18 anos, 7 meses e 12 dias |
| Mais velho | Nestor Abad | Espanha        | 29 de março de 1993 | 29 anos, 7 meses e 6 dias  |

| Pos. | Ginasta             |        |        |        |        |        |        | Total  |
| ---- | ------------------- | ------ | ------ | ------ | ------ | ------ | ------ | ------ |
| 1    | Daiki Hashimoto     | 14.666 | 14.333 | 13.866 | 14.900 | 15.000 | 14.433 | 87.198 |
| 2    | Zhang Boheng        | 14.033 | 14.233 | 14.100 | 14.900 | 15.066 | 14.433 | 86.765 |
| 3    | Wataru Tanigawa     | 14.266 | 13.766 | 13.833 | 15.000 | 14.766 | 13.600 | 85.231 |
| 4    | Brody Malone        | 14.133 | 13.766 | 13.666 | 14.500 | 14.366 | 14.500 | 84.931 |
| 5    | Jake Jarman         | 14.433 | 13.333 | 13.000 | 14.800 | 14.166 | 13.133 | 82.865 |
| 6    | Asher Hong          | 14.266 | 13.700 | 13.833 | 14.166 | 14.900 | 11.500 | 82.365 |
| 7    | Illia Kovtun        | 14.000 | 13.933 | 12.666 | 14.300 | 14.600 | 12.866 | 82.365 |
| 8    | Carlos Yulo         | 15.166 | 11.900 | 13.800 | 14.166 | 15.166 | 11.900 | 82.098 |
| 9    | Tang Chia-hung      | 14.133 | 13.033 | 13.366 | 14.000 | 13.366 | 14.066 | 81.964 |
| 10   | Caio Souza          | 13.766 | 12.766 | 13.700 | 12.700 | 14.566 | 14.133 | 81.631 |
| 11   | Lukas Dauser        | 13.666 | 13.200 | 12.900 | 13.766 | 15.166 | 12.900 | 81.598 |
| 12   | Casimir Schmidt     | 14.000 | 12.733 | 13.800 | 14.233 | 13.733 | 13.000 | 81.499 |
| 13   | Lorenzo Minh Casali | 12.966 | 12.833 | 13.100 | 14.233 | 14.333 | 12.866 | 80.331 |
| 14   | Krisztofer Mészáros | 13.700 | 12.600 | 13.066 | 13.700 | 14.066 | 12.833 | 79.965 |
| 15   | Krisztian Balazs    | 12.833 | 12.700 | 12.866 | 13.200 | 14.433 | 13.800 | 79.832 |
| 16   | Nestor Abad         | 13.800 | 11.266 | 13.233 | 13.733 | 14.200 | 13.433 | 79.665 |
| 17   | Diogo Soares        | 12.766 | 13.433 | 12.900 | 14.266 | 12.433 | 13.866 | 79.664 |
| 18   | Joel Plata          | 14.333 | 11.533 | 13.233 | 14.700 | 12.766 | 13.033 | 79.598 |
| 19   | Sofus Heggemsnes    | 12.766 | 12.700 | 12.766 | 14.466 | 13.300 | 12.933 | 78.931 |
| 20   | Luka van den Keybus | 13.333 | 10.566 | 12.800 | 14.133 | 14.066 | 13.366 | 78.264 |
| 21   | Yumin Abbadini      | 13.566 | 13.666 | 13.166 | 13.866 | 13.066 | 9.900  | 77.230 |
| 22   | Joe Fraser          | 13.866 | 13.166 | 13.600 | 12.833 | 11.533 | 12.100 | 77.098 |
| 23   | Gabriel Burtanete   | 13.100 | 10.166 | 13.133 | 14.500 | 13.400 | 12.600 | 76.899 |
| 24   | Jossimar Calvo      | 13.166 | 10.400 | 11.566 | 14.400 | 12.366 | 13.500 | 75.398 |

Fonte:
- Adem Asil retirou-se e foi substituído no terceiro grupo de rotação pelo primeiro reserva  Nestor Abad.

### Solo
Competidores mais velhos e mais novos
|            | Nome             | País          | Data de nascimento     | Idade                      |
| ---------- | ---------------- | ------------- | ---------------------- | -------------------------- |
| Mais novo  | Ryu Sung-hyun    | Coreia do Sul | 22 de outubro de 2002  | 20 anos e 14 dias          |
| Mais velho | Nicola Bartolini | Itália        | 7 de fevereiro de 1996 | 26 anos, 8 meses e 29 dias |

| Pos. | Ginasta              | Nota D | Nota E | Pen.  | Total  |
| ---- | -------------------- | ------ | ------ | ----- | ------ |
| 1    | Giarnni Regini-Moran | 6.200  | 8.333  |       | 14.533 |
| 2    | Daiki Hashimoto      | 6.000  | 8.500  |       | 14.500 |
| 3    | Ryosuke Doi          | 6.200  | 8.166  | -0.10 | 14.266 |
| 4    | Benjamin Osberger    | 5.600  | 8.633  |       | 14.233 |
| 5    | Nicola Bartolini     | 5.900  | 8.333  |       | 14.233 |
| 6    | Ryu Sung-hyun        | 5.900  | 8.300  |       | 14.200 |
| 7    | Carlos Yulo          | 6.200  | 7.100  |       | 13.300 |
| 8    | Milad Karimi         | 6.000  | 6.100  |       | 12.100 |

- Zhang Boheng retirou-se e foi substituído pelo primeira reserva  Benjamin Osberger.

### Cavalo com alças
Competidores mais velhos e mais novos
|            | Nome               | País    | Data de nascimento   | Idade                      |
| ---------- | ------------------ | ------- | -------------------- | -------------------------- |
| Mais novo  | Ryosuke Doi        | Japão   | 7 de janeiro de 2002 | 20 anos, 9 meses e 29 dias |
| Mais velho | Harutyun Merdinyan | Armênia | 16 de agosto de 1984 | 38 anos, 2 meses e 20 dias |

| Pos. | Ginasta            | Nota D | Nota E | Pen. | Total  |
| ---- | ------------------ | ------ | ------ | ---- | ------ |
| 1    | Rhys McClenaghan   | 6.400  | 8.900  |      | 15.300 |
| 2    | Ahmad Abu al Soud  | 6.300  | 8.566  |      | 14.866 |
| 3    | Harutyun Merdinyan | 6.100  | 8.633  |      | 14.733 |
| 4    | Nariman Kurbanov   | 6.300  | 8.233  |      | 14.533 |
| 5    | Stephen Nedoroscik | 6.200  | 8.200  |      | 14.400 |
| 6    | Loran de Munck     | 6.400  | 7.133  |      | 13.533 |
| 7    | Ryosuke Doi        | 6.100  | 6.833  |      | 12.933 |
| 8    | Filip Ude          | 5.700  | 6.800  |      | 12.500 |

### Argolas
Competidores mais velhos e mais novos
|            | Name           | País    | Data de nascimento      | Idade                      |
| ---------- | -------------- | ------- | ----------------------- | -------------------------- |
| Mais novo  | Adem Asil      | Turquia | 21 de fevereiro de 1999 | 23 anos, 8 meses e 15 dias |
| Mais velho | Vahagn Davtyan | Armênia | 18 de agosto de 1988    | 34 anos, 2 meses e 18 dias |

| Pos. | Ginasta             | Nota D | Nota E | Pen. | Total  |
| ---- | ------------------- | ------ | ------ | ---- | ------ |
| 1    | Adem Asil           | 6.300  | 8.633  |      | 14.933 |
| 2    | Zou Jingyuan        | 6.300  | 8.566  |      | 14.866 |
| 3    | Courtney Tulloch    | 6.100  | 8.633  |      | 14.733 |
| 4    | Artur Avetisyan     | 6.000  | 8.600  |      | 14.600 |
| 5    | You Hao             | 6.700  | 7.900  |      | 14.600 |
| 6    | Vahagn Davtyan      | 6.000  | 8.533  |      | 14.533 |
| 7    | Yuya Kamoto         | 6.400  | 8.066  |      | 14.466 |
| 8    | Donnell Whittenburg | 6.000  | 8.433  |      | 14.433 |

### Salto
Competidores mais velhos e mais novos
|            | Name              | País    | Data de nascimento      | Idade                      |
| ---------- | ----------------- | ------- | ----------------------- | -------------------------- |
| Mais novo  | Gabriel Burtănete | Roménia | 19 de fevereiro de 2002 | 20 anos, 8 meses e 18 dias |
| Mais velho | Artur Davtyan     | Armênia | 8 de agosto de 1992     | 30 anos, 2 meses e 29 dias |

| Pos. | Ginasta           | Salto 1 | Salto 1 | Salto 1 | Salto 1     | Salto 2 | Salto 2 | Salto 2 | Salto 2     | Total  |
| Pos. | Ginasta           | Nota D  | Nota E  | Pen.    | Pontuação 1 | Nota D  | Nota E  | Pen.    | Pontuação 2 | Total  |
| ---- | ----------------- | ------- | ------- | ------- | ----------- | ------- | ------- | ------- | ----------- | ------ |
| 1    | Artur Davtyan     | 5.600   | 9.500   | -0.10   | 15.000      | 5.600   | 9.500   |         | 15.100      | 15.050 |
| 2    | Carlos Yulo       | 6.000   | 9.100   | -0.10   | 15.000      | 5.600   | 9.300   |         | 14.900      | 14.950 |
| 3    | Igor Radivilov    | 5.600   | 9.200   |         | 14.800      | 5.600   | 9.066   |         | 14.666      | 14.733 |
| 4    | Gabriel Burtănete | 5.600   | 9.066   |         | 14.666      | 5.600   | 8.800   |         | 14.400      | 14.533 |
| 5    | Caio Souza        | 5.600   | 8.733   |         | 14.333      | 5.600   | 8.900   |         | 14.500      | 14.416 |
| 6    | Lee Jun-ho        | 5.600   | 8.866   |         | 14.466      | 5.200   | 8.966   |         | 14.166      | 14.316 |
| 7    | Wataru Tanigawa   | 5.600   | 8.666   | -0.10   | 14.166      | 4.800   | 9.033   |         | 13.833      | 13.999 |
| 8    | Kim Han-sol       | 5.600   | 9.300   |         | 14.900      | 5.200   | 8.000   | -0.30   | 12.900      | 13.900 |

### Barras paralelas
Competidores mais velhos e mais novos
|            | Nome         | País      | Data de nascimento      | Idade                      |
| ---------- | ------------ | --------- | ----------------------- | -------------------------- |
| Mais novo  | Carlos Yulo  | Filipinas | 16 de fevereiro de 2000 | 22 anos, 8 meses e 21 dias |
| Mais velho | Lukas Dauser | Alemanha  | 15 de junho de 1993     | 29 anos, 4 meses e 22 dias |

| Pos. | Ginasta              | Nota D | Nota E | Pen. | Total  |
| ---- | -------------------- | ------ | ------ | ---- | ------ |
| 1    | Zou Jingyuan         | 6.900  | 9.266  |      | 16.166 |
| 2    | Lukas Dauser         | 6.600  | 8.900  |      | 15.500 |
| 3    | Carlos Yulo          | 6.300  | 9.066  |      | 15.366 |
| 4    | Ferhat Arican        | 6.600  | 8.466  |      | 15.066 |
| 5    | Jossimar Calvo       | 6.700  | 8.266  |      | 14.966 |
| 6    | Yuya Kamoto          | 6.500  | 8.400  |      | 14.900 |
| 7    | Giarnni Regini-Moran | 6.400  | 8.333  |      | 14.733 |
| 8    | Joe Fraser           | 6.500  | 8.200  |      | 14.700 |

### Barra fixa
Competidores mais velhos e mais novos
|            | Nome            | País      | Data de nascimento  | Idade                      |
| ---------- | --------------- | --------- | ------------------- | -------------------------- |
| Mais novo  | Daiki Hashimoto | Japão     | 7 de agosto de 2001 | 21 anos, 2 meses e 30 dias |
| Mais velho | Tyson Bull      | Austrália | 21 de maio de 1993  | 29 anos, 5 meses e 16 dias |

| Pos. | Ginasta         | Nota D | Nota E | Pen. | Total  |
| ---- | --------------- | ------ | ------ | ---- | ------ |
| 1    | Brody Malone    | 6.300  | 8.500  |      | 14.800 |
| 2    | Daiki Hashimoto | 6.400  | 8.300  |      | 14.700 |
| 3    | Arthur Mariano  | 6.000  | 8.466  |      | 14.466 |
| 4    | Sun Wei         | 6.400  | 8.033  |      | 14.433 |
| 5    | Zhang Boheng    | 6.200  | 8.200  |      | 14.400 |
| 6    | Ilias Georgiou  | 5.900  | 8.400  |      | 14.300 |
| 7    | Yuya Kamoto     | 6.000  | 8.166  |      | 14.166 |
| 8    | Tyson Bull      | 5.900  | 7.866  |      | 13.766 |

## Resultados femininos

### Equipes
Competidoras mais velhas e mais jovens
|            | Nome            | País   | Data de nascimento    | Idade                       |
| ---------- | --------------- | ------ | --------------------- | --------------------------- |
| Mais nova  | Manila Esposito | Itália | 2 de novembro de 2006 | 15 anos, 11 meses e 30 dias |
| Mais velha | Ellie Black     | Canadá | 8 de setembro de 1995 | 27 anos, 1 mês e 24 dias    |

| Pos. | Equipe                      |            |            |            |            | Total   |
| ---- | --------------------------- | ---------- | ---------- | ---------- | ---------- | ------- |
| 1    | Estados Unidos              | 43.133 (1) | 42.199 (1) | 39.399 (3) | 41.833 (1) | 166.564 |
| 1    | Skye Blakely                |            |            | 13.266     |            | 166.564 |
| 1    | Jade Carey                  | 14.800     |            | 12.800     | 14.100     | 166.564 |
| 1    | Jordan Chiles               | 14.400     | 14.100     | 13.333     | 14.000     | 166.564 |
| 1    | Shilese Jones               | 13.933     | 14.333     |            | 13.733     | 166.564 |
| 1    | Leanne Wong                 |            | 13.766     |            |            | 166.564 |
| 2    | Grã-Bretanha                | 42.699 (2) | 40.533 (4) | 39.299 (4) | 40.832 (2) | 163.363 |
| 2    | Ondine Achampong            | 14.366     |            | 13.700     |            | 163.363 |
| 2    | Georgia-Mae Fenton          |            | 13.633     | 13.333     |            | 163.363 |
| 2    | Jennifer Gadirova           |            |            |            | 13.433     | 163.363 |
| 2    | Jessica Gadirova            | 14.200     | 12.800     |            | 14.266     | 163.363 |
| 2    | Alice Kinsella              | 14.133     | 14.100     | 12.266     | 13.133     | 163.363 |
| 3    | Canadá                      | 41.699 (4) | 40.099 (5) | 39.632 (2) | 39.133 (5) | 160.563 |
| 3    | Ellie Black                 | 14.200     | 14.033     | 13.833     | 13.100     | 160.563 |
| 3    | Laurie Denommée             |            |            |            | 12.933     | 160.563 |
| 3    | Denelle Pedrick             | 13.866     |            |            |            | 160.563 |
| 3    | Emma Spence                 | 13.633     | 12.433     | 12.233     |            | 160.563 |
| 3    | Sydney Turner               |            | 13.633     | 13.566     | 13.100     | 160.563 |
| 4    | Brasil                      | 41.465 (6) | 41.499 (3) | 37.332 (7) | 39.365 (4) | 159.661 |
| 4    | Rebeca Andrade              | 15.166     | 14.633     | 12.833     | 14.066     | 159.661 |
| 4    | Lorrane Oliveira            | 13.133     | 13.200     |            |            | 159.661 |
| 4    | Carolyne Pedro              | 13.166     |            | 11.966     | 12.466     | 159.661 |
| 4    | Flávia Saraiva              |            | 13.666     |            |            | 159.661 |
| 4    | Júlia Soares                |            |            | 12.533     | 12.833     | 159.661 |
| 5    | Itália                      | 41.632 (5) | 39.366 (7) | 39.766 (1) | 38.699 (6) | 159.463 |
| 5    | Alice D'Amato               | 14.300     | 13.500     |            | 13.133     | 159.463 |
| 5    | Manila Esposito             | 13.466     |            | 13.133     | 11.600     | 159.463 |
| 5    | Martina Maggio              | 13.866     | 11.700     | 12.900     | 13.966     | 159.463 |
| 5    | Veronica Mandriota          |            |            |            |            | 159.463 |
| 5    | Giorgia Villa               |            | 14.166     | 13.733     |            | 159.463 |
| 6    | China                       | 40.199 (8) | 41.966 (2) | 37.366 (6) | 37.998 (8) | 157.529 |
| 6    | Luo Rui                     |            | 14.400     | 12.400     |            | 157.529 |
| 6    | Ou Yushan                   | 13.133     |            | 14.266     | 12.966     | 157.529 |
| 6    | Tang Xijing                 | 13.133     | 12.833     | 10.700     | 12.166     | 157.529 |
| 6    | Wei Xiaoyuan                |            | 14.733     |            |            | 157.529 |
| 6    | Zhang Jin                   | 13.933     |            |            | 12.866     | 157.529 |
| 7    | Japão                       | 42.200 (3) | 35.832 (8) | 38.999 (5) | 39.933 (3) | 156.964 |
| 7    | Fukasawa Kokoro             | 13.600     | 9.400      |            |            | 156.964 |
| 7    | Miyata Shoko                | 14.400     |            | 13.233     | 13.700     | 156.964 |
| 7    | Sakaguchi Ayaka             | 14.200     |            | 13.000     | 13.200     | 156.964 |
| 7    | Watanabe Hazuki             |            | 12.766     |            |            | 156.964 |
| 7    | Yamada Chiharu              |            | 13.666     | 12.766     | 13.033     | 156.964 |
| 8    | França                      | 41.400 (7) | 39.465 (6) | 36.499 (8) | 38.499 (7) | 155.863 |
| 8    | Marine Boyer                |            |            | 13.666     | 13.133     | 155.863 |
| 8    | Mélanie de Jesus dos Santos | 13.700     | 13.066     | 11.200     | 13.366     | 155.863 |
| 8    | Coline Devillard            | 13.700     |            |            |            | 155.863 |
| 8    | Aline Friess                |            | 12.966     |            | 12.000     | 155.863 |
| 8    | Carolann Héduit             | 14.000     | 13.433     | 11.633     |            | 155.863 |

Fonte:

### Individual geral
Competidoras mais velhas e mais jovens
|            | Nome        | País    | Data de nascimento    | Idade                     |
| ---------- | ----------- | ------- | --------------------- | ------------------------- |
| Mais nova  | Ana Bărbosu | Roménia | 26 de julho de 2006   | 16 anos, 3 meses e 8 dias |
| Mais velha | Ellie Black | Canadá  | 8 de setembro de 1995 | 27 anos, 1 mês e 26 dias  |

| Pos. | Ginasta            |        |        |        |        | Total  |
| ---- | ------------------ | ------ | ------ | ------ | ------ | ------ |
| 1    | Rebeca Andrade     | 15.166 | 13.800 | 13.533 | 14.400 | 56.899 |
| 2    | Shilese Jones      | 14.233 | 14.366 | 13.100 | 13.700 | 55.399 |
| 3    | Jessica Gadirova   | 13.833 | 13.233 | 13.733 | 14.400 | 55.199 |
| 4    | Alice Kinsella     | 14.166 | 14.166 | 13.100 | 13.633 | 55.065 |
| 5    | Ellie Black        | 14.033 | 13.933 | 13.433 | 13.333 | 54.732 |
| 6    | Jade Carey         | 14.733 | 13.166 | 12.633 | 14.166 | 54.698 |
| 7    | Ou Yushan          | 13.100 | 13.200 | 13.866 | 13.733 | 53.899 |
| 8    | Shoko Miyata       | 14.233 | 12.866 | 12.966 | 13.733 | 53.798 |
| 9    | Martina Maggio     | 14.033 | 12.800 | 13.033 | 13.866 | 53.732 |
| 10   | Alice D'Amato      | 14.166 | 13.266 | 12.533 | 13.066 | 53.031 |
| 11   | Lisa Vaelen        | 14.200 | 13.800 | 11.333 | 13.366 | 52.699 |
| 12   | Georgia Godwin     | 13.766 | 13.500 | 12.400 | 13.033 | 52.699 |
| 13   | Maisa Kuusikko     | 13.500 | 13.300 | 12.466 | 12.733 | 51.999 |
| 14   | Chiharu Yamada     | 13.166 | 13.466 | 12.233 | 13.100 | 51.965 |
| 15   | Maellyse Brassart  | 13.266 | 13.766 | 11.733 | 13.133 | 51.898 |
| 16   | Tisha Volleman     | 13.400 | 13.133 | 12.333 | 12.666 | 51.532 |
| 17   | Lee Yun-seo        | 12.900 | 13.066 | 12.766 | 12.600 | 51.332 |
| 18   | Naomi Visser       | 13.000 | 12.033 | 11.866 | 13.766 | 50.665 |
| 19   | Carolann Heduit    | 13.433 | 13.266 | 11.933 | 11.900 | 50.532 |
| 20   | Ana Bărbosu        | 13.100 | 12.766 | 12.733 | 11.933 | 50.532 |
| 21   | Aline Friess       | 13.000 | 13.000 | 11.466 | 12.800 | 50.266 |
| 22   | Karina Schoenmaier | 13.066 | 12.133 | 11.666 | 12.566 | 49.431 |
| 23   | Romi Brown         | 13.166 | 13.466 | 11.200 | 11.433 | 49.265 |
| 24   | Laura Casabuena    | 13.200 | 12.300 | 7.500  | 13.333 | 46.333 |

Fonte:
- Flavia Saraiva retirou-se e foi substituída no segundo grupo de rotação pela primeira reserva  Maellyse Brassart.
- Melanie de Jesus dos Santos retirou-se e foi substituída no terceiro grupo de rotação pela companheira de equipe  Aline Friess, que havia sido excluída anteriormente devido à regra de duas por país.
- Tang Xijing retirou-se e foi substituída no terceiro grupo de rotação pela segunda reserva  Karina Schoenmaier.

### Salto
Competidoras mais velhas e mais novas
|            | Nome         | País   | Data de nascimento     | Idade                    |
| ---------- | ------------ | ------ | ---------------------- | ------------------------ |
| Mais nova  | Shoko Miyata | Japão  | 24 de setembro de 2004 | 18 anos, 1 mês e 12 dias |
| Mais velha | Ellie Black  | Canadá | 8 de setembro de 1995  | 27 anos, 1 mês e 28 dias |

| Pos. | Ginasta          | Salto 1 | Salto 1 | Salto 1 | Salto 1     | Salto 2 | Salto 2 | Salto 2 | Salto 2     | Total  |
| Pos. | Ginasta          | Nota D  | Nota E  | Pen.    | Pontuação 1 | Nota D  | Nota E  | Pen.    | Pontuação 2 | Total  |
| ---- | ---------------- | ------- | ------- | ------- | ----------- | ------- | ------- | ------- | ----------- | ------ |
| 1    | Jade Carey       | 5.600   | 9.133   |         | 14.733      | 5.000   | 9.300   |         | 14.300      | 14.516 |
| 2    | Jordan Chiles    | 5.000   | 9.500   |         | 14.500      | 4.800   | 9.400   |         | 14.200      | 14.350 |
| 3    | Coline Devillard | 5.400   | 9.100   |         | 14.500      | 5.000   | 8.933   | -0.10   | 13.833      | 14.166 |
| 4    | Ellie Black      | 5.000   | 9.200   |         | 14.200      | 4.800   | 9.233   |         | 14.033      | 14.116 |
| 5    | Shoko Miyata     | 5.000   | 9.066   |         | 14.066      | 4.800   | 9.133   |         | 13.933      | 13.999 |
| 6    | Lisa Vaelen      | 5.400   | 8.866   |         | 14.266      | 4.400   | 8.800   |         | 13.200      | 13.733 |
| 7    | Yeo Seo-jeong    | 5.400   | 7.566   | -0.30   | 12.666      | 5.000   | 9.033   |         | 14.033      | 13.349 |
| 8    | Lihie Raz        | 5.000   | 7.433   | -0.30   | 12.133      | 4.400   | 8.666   |         | 13.066      | 12.599 |

- Jessica Gadirova retirou-se e foi substituída pela primeira reserva  Lihie Raz.

### Barras assimétricas
Competidoras mais velhas e mais novas
|            | Nome            | País     | Data de nascimento     | Idade                       |
| ---------- | --------------- | -------- | ---------------------- | --------------------------- |
| Mais nova  | Luo Rui         | China    | 26 de novembro de 2005 | 16 anos, 11 meses e 10 dias |
| Mais velha | Elisabeth Seitz | Alemanha | 4 de novembro de 1993  | 29 anos e 1 dia             |

| Pos. | Ginasta         | Nota D | Nota E | Pen. | Total  |
| ---- | --------------- | ------ | ------ | ---- | ------ |
| 1    | Wei Xiaoyuan    | 6.600  | 8.366  |      | 14.966 |
| 2    | Shilese Jones   | 6.400  | 8.366  |      | 14.766 |
| 3    | Nina Derwael    | 6.300  | 8.400  |      | 14.700 |
| 4    | Elisabeth Seitz | 6.100  | 8.266  |      | 14.366 |
| 5    | Sanna Veerman   | 6.200  | 7.966  |      | 14.166 |
| 6    | Luo Rui         | 6.100  | 7.700  |      | 13.800 |
| 7    | Naomi Visser    | 6.100  | 7.133  |      | 13.233 |
| 8    | Rebeca Andrade  | 5.700  | 7.100  |      | 12.800 |

### Trave
Competidores mais velhos e mais novos
|            | Nome         | País           | Data de nascimento     | Idade                     |
| ---------- | ------------ | -------------- | ---------------------- | ------------------------- |
| Mais nova  | Skye Blakely | Estados Unidos | 4 de fevereiro de 2005 | 17 anos, 9 meses e 2 dias |
| Mais velha | Ellie Black  | Canadá         | 8 de setembro de 1995  | 27 anos, 1 mês e 29 dias  |

| Pos. | Ginasta         | Nota D | Nota E | Pen. | Total  |
| ---- | --------------- | ------ | ------ | ---- | ------ |
| 1    | Hazuki Watanabe | 5.500  | 8.100  |      | 13.600 |
| 2    | Ellie Black     | 5.500  | 8.066  |      | 13.566 |
| 3    | Shoko Miyata    | 5.800  | 7.733  |      | 13.533 |
| 4    | Marine Boyer    | 5.500  | 7.800  |      | 13.300 |
| 5    | Skye Blakely    | 6.200  | 7.100  |      | 13.300 |
| 6    | Ou Yushan       | 5.900  | 7.100  |      | 13.000 |
| 7    | Zsofia Kovacs   | 5.100  | 7.633  |      | 12.733 |
| 8    | Rebeca Andrade  | 6.000  | 6.733  |      | 12.733 |

### Solo
Competidores mais velhos e mais novos
|            | Nome                        | País         | Data de nascimento   | Idade                      |
| ---------- | --------------------------- | ------------ | -------------------- | -------------------------- |
| Mais nova  | Jennifer e Jessica Gadirova | Grã-Bretanha | 3 de outubro de 2004 | 18 anos, 1 mês e 3 dias    |
| Mais velha | Rebeca Andrade              | Brasil       | 8 de maio de 1999    | 23 anos, 5 meses e 29 dias |

| Pos. | Ginasta           | Nota D | Nota E | Pen.  | Total  |
| ---- | ----------------- | ------ | ------ | ----- | ------ |
| 1    | Jessica Gadirova  | 6.000  | 8.200  |       | 14.200 |
| 2    | Jordan Chiles     | 5.800  | 8.033  |       | 13.833 |
| 3    | Rebeca Andrade    | 5.900  | 7.833  |       | 13.733 |
| 3    | Jade Carey        | 5.900  | 7.833  |       | 13.733 |
| 5    | Naomi Visser      | 5.700  | 7.966  |       | 13.666 |
| 6    | Martina Maggio    | 5.600  | 7.933  |       | 13.533 |
| 7    | Jennifer Gadirova | 5.300  | 7.966  | -0.10 | 13.166 |
| 8    | Shoko Miyata      | 5.300  | 7.766  |       | 13.066 |

- Flavia Saraiva retirou-se e foi substituída pela primeira reserva  Shoko Miyata.
- Alice D'Amato retirou-se e foi substituído pela segunda reserva  Martina Maggio.

## Qualificatória

### Masculino

#### Equipes
| Pos. | Equipes              |             |             |             |             |             |             | Total   | Qual. |
| ---- | -------------------- | ----------- | ----------- | ----------- | ----------- | ----------- | ----------- | ------- | ----- |
| 1    | Japão                | 43.532 (1)  | 42.465 (1)  | 42.500 (1)  | 43.666 (3)  | 45.232 (1)  | 43.300 (1)  | 260.695 | Q     |
| 1    | Ryosuke Doi          | 14.766      | 14.466      |             | 14.566      |             | 13.800      | 260.695 | Q     |
| 1    | Daiki Hashimoto      | 14.466      | 11.666      | 14.000      | 14.700      | 14.733      | 15.100      | 260.695 | Q     |
| 1    | Yuya Kamoto          |             |             | 14.500      |             | 15.433      | 14.400      | 260.695 | Q     |
| 1    | Wataru Tanigawa      | 14.166      | 13.733      | 14.000      | 14.400      | 14.866      | 13.566      | 260.695 | Q     |
| 1    | Kakeru Tanigawa      | 14.300      | 14.266      | 13.233      | 14.266      | 14.933      |             | 260.695 | Q     |
| 2    | Grã-Bretanha         | 42.599 (2)  | 40.999 (3)  | 42.065 (3)  | 43.933 (1)  | 44.198 (2)  | 38.999 (12) | 252.793 | Q     |
| 2    | Joe Fraser           | 13.900      | 12.533      | 13.933      | 14.266      | 15.066      | 14.266      | 252.793 | Q     |
| 2    | James Hall           | 14.166      | 14.033      | 13.466      |             | 12.766      | 11.633      | 252.793 | Q     |
| 2    | Jake Jarman          | 13.900      | 13.533      | 13.066      | 14.600      | 14.166      | 13.100      | 252.793 | Q     |
| 2    | Giarnni Regini-Moran | 14.533      | 13.433      |             | 14.633      | 14.966      | 13.100      | 252.793 | Q     |
| 2    | Courtney Tulloch     |             |             | 14.666      | 14.700      |             |             | 252.793 | Q     |
| 3    | Estados Unidos       | 40.765 (11) | 41.966 (2)  | 41.933 (4)  | 43.366 (4)  | 43.432 (4)  | 40.833 (6)  | 252.295 | Q     |
| 3    | Asher Hong           | 13.866      | 13.300      | 13.900      | 14.433      | 14.600      | 13.200      | 252.295 | Q     |
| 3    | Brody Malone         | 12.766      | 13.433      | 13.700      | 14.333      | 13.966      | 14.433      | 252.295 | Q     |
| 3    | Stephen Nedoroscik   |             | 15.233      |             |             |             |             | 252.295 | Q     |
| 3    | Colt Walker          | 10.433      |             | 13.566      | 14.600      | 14.866      | 13.200      | 252.295 | Q     |
| 3    | Donnell Whittenburg  | 14.133      | 12.833      | 14.333      | 0.000       | 13.666      | 11.900      | 252.295 | Q     |
| 4    | China                | 40.000 (13) | 40.599 (4)  | 41.332 (5)  | 41.466 (18) | 43.300 (5)  | 42.232 (2)  | 249.929 | Q     |
| 4    | Sun Wei              | 12.200      | 12.966      |             | 13.400      |             | 14.833      | 249.929 | Q     |
| 4    | Yang Jiaxing         | 13.300      | 12.666      |             | 14.466      |             | 13.666      | 249.929 | Q     |
| 4    | You Hao              |             | 13.633      | 14.633      |             | 12.700      | 13.233      | 249.929 | Q     |
| 4    | Zhang Boheng         | 14.500      | 14.000      | 12.033      | 13.600      | 14.900      | 14.733      | 249.929 | Q     |
| 4    | Zou Jingyuan         |             |             | 14.666      |             | 15.700      |             | 249.929 | Q     |
| 5    | Itália               | 41.932 (4)  | 40.365 (6)  | 39.132 (16) | 42.733 (7)  | 42.333 (8)  | 41.166 (5)  | 247.661 | Q     |
| 5    | Yumin Abbadini       | 13.666      | 13.966      | 13.000      | 13.600      | 13.700      | 13.600      | 247.661 | Q     |
| 5    | Nicola Bartolini     | 14.433      | 12.266      | 12.833      | 14.600      | 14.100      |             | 247.661 | Q     |
| 5    | Lorenzo Minh Casali  | 13.833      | 13.166      | 13.266      | 14.300      | 13.200      | 12.000      | 247.661 | Q     |
| 5    | Carlo Macchini       |             | 13.233      |             |             |             | 14.066      | 247.661 | Q     |
| 5    | Matteo Levantesi     | 13.233      |             | 12.866      | 13.833      | 14.533      | 13.500      | 247.661 | Q     |
| 6    | Espanha              | 40.833 (9)  | 39.166 (10) | 39.466 (15) | 42.166 (11) | 43.798 (3)  | 40.165 (8)  | 245.594 | Q     |
| 6    | Nestor Abad          | 13.400      | 12.766      | 12.566      | 13.500      | 14.300      | 13.166      | 245.594 | Q     |
| 6    | Thierno Diallo       |             | 13.500      |             |             | 14.366      | 12.400      | 245.594 | Q     |
| 6    | Nicolau Mir          | 12.700      | 10.200      |             | 14.066      | 14.766      | 13.166      | 245.594 | Q     |
| 6    | Joel Plata           | 13.500      | 12.900      | 13.300      | 14.600      | 14.666      | 13.833      | 245.594 | Q     |
| 6    | Rayderley Zapata     | 13.933      |             | 13.600      | 13.433      |             |             | 245.594 | Q     |
| 7    | Brasil               | 41.732 (5)  | 38.732 (13) | 39.766 (12) | 42.833 (5)  | 39.666 (21) | 42.665 (3)  | 245.394 | Q     |
| 7    | Lucas Bitencourt     |             | 11.900      | 12.766      |             | 11.733      | 13.833      | 245.394 | Q     |
| 7    | Yuri Guimarães       | 14.066      |             | 12.900      | 14.200      |             |             | 245.394 | Q     |
| 7    | Arthur Mariano       | 14.100      | 12.000      |             | 13.900      | 12.400      | 14.366      | 245.394 | Q     |
| 7    | Diogo Soares         | 13.466      | 13.566      | 13.066      | 14.100      | 14.100      | 13.966      | 245.394 | Q     |
| 7    | Caio Souza           | 13.566      | 13.166      | 13.800      | 14.533      | 13.166      | 14.333      | 245.394 | Q     |
| 8    | Coreia do Sul        | 42.132 (3)  | 38.666 (14) | 38.899 (18) | 43.833 (2)  | 40.798 (17) | 39.765 (10) | 244.093 | Q     |
| 8    | Kim Jae-ho           | 13.400      | 11.900      | 11.766      | 14.533      | 13.766      | 13.266      | 244.093 | Q     |
| 8    | Kim Han-sol          | 14.266      |             |             | 14.700      |             |             | 244.093 | Q     |
| 8    | Lee Jun-ho           | 12.733      | 12.633      | 13.433      | 14.600      | 13.266      | 12.233      | 244.093 | Q     |
| 8    | Lee Jung-hyo         |             | 13.000      | 12.100      |             | 12.566      | 12.866      | 244.093 | Q     |
| 8    | Ryu Sung-hyun        | 14.466      | 13.033      | 13.366      | 13.666      | 13.766      | 13.633      | 244.093 | Q     |
| 9    | Alemanha             | 39.665 (15) | 39.832 (8)  | 40.298 (7)  | 41.932 (13) | 43.199 (6)  | 38.366 (17) | 243.292 | R1    |
| 9    | Lukas Dauser         | 13.666      | 12.233      | 13.133      | 13.866      | 15.400      | 12.133      | 243.292 | R1    |
| 9    | Nils Dunkel          | 13.166      | 14.166      | 13.466      |             | 14.133      |             | 243.292 | R1    |
| 9    | Pascal Brendel       | 12.700      |             |             | 13.633      | 13.666      | 11.733      | 243.292 | R1    |
| 9    | Andreas Toba         |             | 13.433      | 13.666      | 14.300      |             | 13.133      | 243.292 | R1    |
| 9    | Glenn Trebing        | 12.833      | 12.166      | 13.166      | 13.766      | 13.200      | 13.100      | 243.292 | R1    |
| 10   | Canadá               | 39.633 (16) | 38.533 (16) | 39.599 (14) | 42.833 (5)  | 42.132 (9)  | 40.232 (7)  | 242.962 | R2    |
| 10   | Zachary Clay         |             | 14.200      | 12.800      |             | 13.866      | 10.733      | 242.962 | R2    |
| 10   | Félix Dolci          | 12.433      | 10.366      | 13.366      | 14.533      | 13.866      | 13.766      | 242.962 | R2    |
| 10   | William Emard        | 14.100      | 11.933      |             | 14.400      |             |             | 242.962 | R2    |
| 10   | Chris Kaji           | 13.100      |             | 13.433      | 13.900      | 12.733      | 12.833      | 242.962 | R2    |
| 10   | Samuel Zakutney      |             | 12.400      | 12.766      |             | 14.400      | 13.633      | 242.962 | R2    |
| 11   | Turquia              | 41.533 (7)  | 37.633 (19) | 42.066 (2)  | 41.832 (14) | 41.199 (13) | 38.565 (14) | 242.828 | R3    |
| 11   | Ferhat Arıcan        |             | 13.100      |             | 14.033      | 15.200      | 12.933      | 242.828 | R3    |
| 11   | Adem Asil            | 14.133      | 12.933      | 14.666      | 13.933      | 12.533      | 13.566      | 242.828 | R3    |
| 11   | Yunus Gündoğdu       | 11.866      |             | 13.600      |             | 13.466      |             | 242.828 | R3    |
| 11   | Mehmet Koşak         | 13.600      | 11.700      | 13.800      | 12.966      | 11.933      | 11.866      | 242.828 | R3    |
| 11   | Ahmet Önder          | 13.800      | 9.966       |             | 13.866      |             | 12.066      | 242.828 | R3    |
| 12   | Hungria              | 41.565 (6)  | 38.865 (12) | 39.600 (13) | 39.799 (23) | 42.999 (7)  | 39.833 (9)  | 242.661 | R4    |
| 12   | Krisztián Balázs     | 13.166      | 12.300      | 12.800      | 13.166      | 14.533      | 14.100      | 242.661 | R4    |
| 12   | Botond Kardos        | 13.866      |             |             | 13.800      | 13.966      | 13.200      | 242.661 | R4    |
| 12   | Balázs Kiss          |             | 13.366      | 13.300      |             |             |             | 242.661 | R4    |
| 12   | Krisztofer Mészáros  | 14.233      | 12.466      | 13.100      | 12.833      | 14.500      | 12.366      | 242.661 | R4    |
| 12   | Benedek Tomcsányi    | 13.466      | 13.033      | 13.200      | 12.800      | 13.266      | 12.533      | 242.661 | R4    |

#### Individual geral
| Pos. | Ginasta             |        |        |        |        |        |        | Total  | Qual. |
| ---- | ------------------- | ------ | ------ | ------ | ------ | ------ | ------ | ------ | ----- |
| 1    | Wataru Tanigawa     | 14.166 | 13.733 | 14.000 | 14.400 | 14.866 | 13.566 | 84.731 | Q     |
| 2    | Daiki Hashimoto     | 14.466 | 11.666 | 14.000 | 14.700 | 14.733 | 15.100 | 84.665 | Q     |
| 3    | Carlos Yulo         | 15.266 | 11.766 | 14.066 | 14.733 | 15.300 | 13.533 | 84.664 | Q     |
| 4    | Joe Fraser          | 13.900 | 12.533 | 13.933 | 14.266 | 15.066 | 14.266 | 83.964 | Q     |
| 5    | Zhang Boheng        | 14.500 | 14.000 | 12.033 | 13.600 | 14.900 | 14.733 | 83.766 | Q     |
| 6    | Asher Hong          | 13.866 | 13.300 | 13.900 | 14.433 | 14.600 | 13.200 | 83.299 | Q     |
| 7    | Joel Plata          | 13.500 | 12.900 | 13.300 | 14.600 | 14.666 | 13.833 | 82.799 | Q     |
| 8    | Brody Malone        | 12.766 | 13.433 | 13.700 | 14.333 | 13.966 | 14.433 | 82.631 | Q     |
| 9    | Casimir Schmidt     | 13.800 | 13.500 | 13.933 | 14.333 | 13.966 | 13.033 | 82.565 | Q     |
| 10   | Caio Souza          | 13.566 | 13.166 | 13.800 | 14.533 | 13.166 | 14.333 | 82.564 | Q     |
| 11   | Jake Jarman         | 13.900 | 13.533 | 13.066 | 14.600 | 14.166 | 13.100 | 82.365 | Q     |
| 12   | Diogo Soares        | 13.466 | 13.566 | 13.066 | 14.100 | 14.100 | 13.966 | 82.264 | Q     |
| 13   | Ryu Sung-hyun       | 14.466 | 13.033 | 13.366 | 13.666 | 13.766 | 13.633 | 81.930 | Q     |
| 14   | Adem Asil           | 14.133 | 12.933 | 14.666 | 13.933 | 12.566 | 13.566 | 81.764 | Q     |
| 15   | Illia Kovtun        | 12.700 | 13.733 | 12.400 | 14.400 | 14.966 | 13.533 | 81.732 | Q     |
| 16   | Yumin Abbadini      | 13.666 | 13.966 | 13.000 | 13.600 | 13.700 | 13.600 | 81.532 | Q     |
| 17   | Tang Chia-hung      | 14.166 | 13.000 | 13.366 | 13.900 | 13.533 | 12.733 | 80.698 | Q     |
| 18   | Lukas Dauser        | 13.666 | 12.233 | 13.133 | 13.866 | 15.400 | 12.133 | 80.431 | Q     |
| 19   | Sofus Heggemsnes    | 13.500 | 12.400 | 13.233 | 14.433 | 13.433 | 13.100 | 80.099 | Q     |
| 20   | Krisztián Balázs    | 13.166 | 12.300 | 12.800 | 13.166 | 14.566 | 14.100 | 80.065 | Q     |
| 21   | Jossimar Calvo      | 12.933 | 13.300 | 12.066 | 13.033 | 15.166 | 13.400 | 79.898 | Q     |
| 22   | Luka van den Keybus | 13.700 | 11.733 | 12.800 | 14.500 | 14.333 | 12.733 | 79.799 | Q     |
| 23   | Gabriel Burtănete   | 13.266 | 12.466 | 13.200 | 14.800 | 13.500 | 12.566 | 79.798 | Q     |
| 24   | Lorenzo Casali      | 13.833 | 13.166 | 13.266 | 14.300 | 13.200 | 12.000 | 79.765 | Q     |
| 25   | Néstor Abad         | 13.400 | 12.766 | 12.566 | 13.500 | 14.300 | 13.166 | 79.698 | R1    |
| 27   | Omar Mohamed        | 13.733 | 12.866 | 13.600 | 13.766 | 13.866 | 11.700 | 79.531 | R2    |
| 27   | Mohamed Afify       | 13.100 | 13.300 | 12.966 | 13.666 | 13.866 | 12.633 | 79.531 | R3    |

#### Solo
| Pos. | Ginasta              | Nota D | Nota E | Pen. | Total  | Qual. |
| ---- | -------------------- | ------ | ------ | ---- | ------ | ----- |
| 1    | Carlos Yulo          | 6.400  | 8.866  |      | 15.266 | Q     |
| 2    | Ryosuke Doi          | 6.200  | 8.566  |      | 14.766 | Q     |
| 3    | Milad Karimi         | 6.300  | 8.433  |      | 14.733 | Q     |
| 4    | Giarnni Regini-Moran | 6.200  | 8.333  |      | 14.533 | Q     |
| 5    | Zhang Boheng         | 6.100  | 8.400  |      | 14.500 | Q     |
| 6    | Ryu Sung-hyun        | 5.900  | 8.566  |      | 14.466 | Q     |
| 7    | Daiki Hashimoto      | 6.000  | 8.466  |      | 14.466 | Q     |
| 8    | Nicola Bartolini     | 5.900  | 8.533  |      | 14.433 | Q     |
| 9    | Kakeru Tanigawa      | 5.800  | 8.500  |      | 14.300 | –     |
| 10   | Benjamin Osberger    | 5.600  | 8.666  |      | 14.266 | R1    |
| 11   | Aurel Benović        | 6.100  | 8.366  | –0.2 | 14.266 | R2    |
| 12   | Kim Han-sol          | 6.000  | 8.266  |      | 14.266 | R3    |

#### Cavalo com alças
| Pos. | Ginasta            | Nota D | Nota E | Pen. | Total  | Qual. |
| ---- | ------------------ | ------ | ------ | ---- | ------ | ----- |
| 1    | Rhys McClenaghan   | 6.300  | 8.933  |      | 15.233 | Q     |
| 2    | Stephen Nedoroscik | 6.400  | 8.833  |      | 15.233 | Q     |
| 3    | Nariman Kurbanov   | 6.300  | 8.733  |      | 15.033 | Q     |
| 4    | Loran de Munck     | 6.400  | 8.433  |      | 14.833 | Q     |
| 5    | Harutyun Merdinyan | 6.100  | 8.600  |      | 14.700 | Q     |
| 6    | Ryosuke Doi        | 6.100  | 8.366  |      | 14.466 | Q     |
| 7    | Filip Ude          | 5.800  | 8.600  |      | 14.400 | Q     |
| 8    | Ahmad Abu al Soud  | 6.300  | 8.066  |      | 14.366 | Q     |
| 9    | Abdulla Azimov     | 6.100  | 8.200  |      | 14.300 | R1    |
| 10   | Kakeru Tanigawa    | 6.300  | 7.966  |      | 14.266 | R2    |
| 11   | Zachary Clay       | 5.700  | 8.500  |      | 14.200 | R3    |

#### Argolas
| Pos. | Ginasta             | Nota D | Nota E | Pen. | Total  | Qual.> |
| ---- | ------------------- | ------ | ------ | ---- | ------ | ------ |
| 1    | Courtney Tulloch    | 6.100  | 8.566  |      | 14.666 | Q      |
| 2    | Zou Jingyuan        | 6.300  | 8.366  |      | 14.666 | Q      |
| 2    | Adem Asil           | 6.300  | 8.366  |      | 14.666 | Q      |
| 4    | You Hao             | 6.500  | 8.133  |      | 14.633 | Q      |
| 5    | Vahagn Davtyan      | 6.000  | 8.566  |      | 14.566 | Q      |
| 6    | Kamoto Yuya         | 6.400  | 8.100  |      | 14.500 | Q      |
| 7    | Artur Avetisyan     | 5.900  | 8.566  |      | 14.466 | Q      |
| 8    | Donnell Whittenburg | 6.000  | 8.333  |      | 14.333 | Q      |
| 9    | Sokratis Pilakouris | 5.900  | 8.233  |      | 14.133 | R1     |
| 10   | Carlos Yulo         | 6.000  | 8.066  |      | 14.066 | R2     |
| 11   | Daiki Hashimoto     | 5.800  | 8.200  |      | 14.000 | R3     |

#### Salto
| Pos. | Ginasta           | Salto 1 | Salto 1 | Salto 1 | Salto 1     | Salto 2 | Salto 2 | Salto 2 | Salto 2     | Total  | Qual. |
| Pos. | Ginasta           | Nota D  | Nota E  | Pen.    | Pontuação 1 | Nota D  | Nota E  | Pen.    | Pontuação 2 | Total  | Qual. |
| ---- | ----------------- | ------- | ------- | ------- | ----------- | ------- | ------- | ------- | ----------- | ------ | ----- |
| 1    | Artur Davtyan     | 5.600   | 9.400   | -0.10   | 14.900      | 5.600   | 9.400   | -0.10   | 14.900      | 14.900 | Q     |
| 2    | Carlos Yulo       | 6.000   | 8.833   | -0.10   | 14.733      | 5.600   | 9.366   |         | 14.966      | 14.849 | Q     |
| 3    | Gabriel Burtănete | 5.600   | 9.200   |         | 14.800      | 5.600   | 8.866   |         | 14.466      | 14.633 | Q     |
| 4    | Igor Radivilov    | 5.600   | 9.100   |         | 14.700      | 5.600   | 8.833   |         | 14.433      | 14.566 | Q     |
| 5    | Caio Souza        | 5.600   | 8.933   |         | 14.533      | 5.600   | 9.000   |         | 14.600      | 14.566 | Q     |
| 6    | Lee Jun-ho        | 5.600   | 9.000   |         | 14.600      | 5.200   | 9.100   |         | 14.300      | 14.450 | Q     |
| 7    | Wataru Tanigawa   | 5.600   | 8.800   |         | 14.400      | 5.600   | 8.900   |         | 14.500      | 14.450 | Q     |
| 8    | Kim Han-sol       | 5.600   | 9.100   |         | 14.700      | 5.200   | 8.966   |         | 14.166      | 14.433 | Q     |
| 9    | Adem Asil         | 5.600   | 8.333   |         | 13.933      | 5.600   | 9.133   |         | 14.733      | 14.333 | R1    |
| 10   | Yuri Guimarães    | 5.200   | 9.000   |         | 14.200      | 5.200   | 9.033   |         | 14.233      | 14.216 | R2    |
| 11   | Courtney Tulloch  | 5.600   | 9.100   |         | 14.700      | 6.000   | 7.800   | -0.10   | 13.700      | 14.200 | R3    |

#### Barras paralelas
| Pos. | Ginasta              | Nota D | Nota E | Pen. | Total  | Qual.> |
| ---- | -------------------- | ------ | ------ | ---- | ------ | ------ |
| 1    | Zou Jingyuan         | 6.500  | 9.200  |      | 15.700 | Q      |
| 2    | Yuya Kamoto          | 6.500  | 8.933  |      | 15.433 | Q      |
| 3    | Lukas Dauser         | 6.600  | 8.800  |      | 15.400 | Q      |
| 4    | Carlos Yulo          | 6.300  | 9.000  |      | 15.300 | Q      |
| 5    | Ferhat Arıcan        | 6.600  | 8.600  |      | 15.200 | Q      |
| 6    | Jossimar Calvo       | 6.700  | 8.466  |      | 15.166 | Q      |
| 7    | Joe Fraser           | 6.500  | 8.566  |      | 15.166 | Q      |
| 8    | Giarnni Regini-Moran | 6.400  | 8.566  |      | 14.966 | Q      |
| 9    | Illia Kovtun         | 6.600  | 8.366  |      | 14.966 | R1     |
| 10   | Kakeru Tanigawa      | 6.300  | 8.633  |      | 14.933 | R2     |
| 11   | Zhang Boheng         | 6.400  | 8.500  |      | 14.900 | R3     |

#### Barra fixa
| Pos. | Ginasta          | Nota D | Nota E | Pen. | Total  | Qual. |
| ---- | ---------------- | ------ | ------ | ---- | ------ | ----- |
| 1    | Daiki Hashimoto  | 6.700  | 8.400  |      | 15.100 | Q     |
| 2    | Sun Wei          | 6.400  | 8.433  |      | 14.833 | Q     |
| 3    | Zhang Boheng     | 6.200  | 8.533  |      | 14.733 | Q     |
| 4    | Ilias Georgiou   | 5.900  | 8.566  |      | 14.466 | Q     |
| 5    | Brody Malone     | 6.300  | 8.133  |      | 14.433 | Q     |
| 6    | Yuya Kamoto      | 6.000  | 8.400  |      | 14.400 | Q     |
| 7    | Arthur Mariano   | 5.900  | 8.466  |      | 14.366 | Q     |
| 8    | Tyson Bull       | 5.900  | 8.433  |      | 14.333 | Q     |
| 9    | Mitchell Morgans | 6.200  | 8.133  |      | 14.333 | R1    |
| 10   | Caio Souza       | 6.300  | 8.033  |      | 14.333 | R2    |
| 11   | Robert Tvorogal  | 5.700  | 8.600  |      | 14.300 | R3    |

### Feminino

#### Equipes
| Pos. | Equipe                      |             |             |             |             | Total   | Qual. |
| ---- | --------------------------- | ----------- | ----------- | ----------- | ----------- | ------- | ----- |
| 1    | Estados Unidos              | 43.266 (1)  | 41.965 (4)  | 40.066 (2)  | 41.966 (1)  | 167.263 | Q     |
| 1    | Skye Blakely                |             | 12.566      | 13.733      | 13.600      | 167.263 | Q     |
| 1    | Jade Carey                  | 14.600      | 13.333      | 13.133      | 14.066      | 167.263 | Q     |
| 1    | Jordan Chiles               | 14.466      | 14.066      | 11.366      | 14.100      | 167.263 | Q     |
| 1    | Shilese Jones               | 14.200      | 14.566      | 13.200      | 13.800      | 167.263 | Q     |
| 1    | Leanne Wong                 | 13.766      |             |             |             | 167.263 | Q     |
| 2    | Grã-Bretanha                | 43.132 (2)  | 41.465 (5)  | 38.965 (4)  | 41.033 (3)  | 164.595 | Q     |
| 2    | Ondine Achampong            | 14.466      | 12.833      | 12.966      | 13.333      | 164.595 | Q     |
| 2    | Georgia-Mae Fenton          | 13.900      | 14.133      | 12.100      |             | 164.595 | Q     |
| 2    | Jennifer Gadirova           |             |             |             | 13.600      | 164.595 | Q     |
| 2    | Jessica Gadirova            | 14.400      | 13.166      | 12.933      | 14.100      | 164.595 | Q     |
| 2    | Alice Kinsella              | 14.266      | 14.166      | 13.066      | 12.300      | 164.595 | Q     |
| 3    | Brasil                      | 41.832 (5)  | 41.099 (6)  | 38.766 (5)  | 41.866 (2)  | 163.563 | Q     |
| 3    | Rebeca Andrade              | 15.066      | 14.666      | 13.400      | 14.200      | 163.563 | Q     |
| 3    | Lorrane Oliveira            | 12.666      | 13.233      |             |             | 163.563 | Q     |
| 3    | Carolyne Pedro              | 12.933      | 12.800      | 11.400      | 12.833      | 163.563 | Q     |
| 3    | Flávia Saraiva              | 13.833      | 13.200      | 12.900      | 14.200      | 163.563 | Q     |
| 3    | Júlia Soares                |             |             | 12.466      | 13.466      | 163.563 | Q     |
| 4    | Itália                      | 42.133 (3)  | 42.766 (2)  | 37.333 (9)  | 40.566 (4)  | 162.798 | Q     |
| 4    | Alice D'Amato               | 14.233      | 14.400      | 12.133      | 13.600      | 162.798 | Q     |
| 4    | Manila Esposito             | 13.566      | 13.966      | 10.800      | 13.466      | 162.798 | Q     |
| 4    | Martina Maggio              | 14.200      | 14.200      | 12.900      | 13.500      | 162.798 | Q     |
| 4    | Veronica Mandriota          | 13.700      |             |             | 12.933      | 162.798 | Q     |
| 4    | Giorgia Villa               |             | 14.166      | 12.300      |             | 162.798 | Q     |
| 5    | Japão                       | 41.633 (6)  | 40.399 (10) | 40.766 (1)  | 39.766 (6)  | 162.564 | Q     |
| 5    | Fukasawa Kokoro             | 13.333      | 13.500      |             |             | 162.564 | Q     |
| 5    | Miyata Shoko                | 14.300      | 12.566      | 13.700      | 13.600      | 162.564 | Q     |
| 5    | Sakaguchi Ayaka             | 14.000      |             | 13.466      | 13.066      | 162.564 | Q     |
| 5    | Watanabe Hazuki             |             | 13.233      | 13.600      | 12.533      | 162.564 | Q     |
| 5    | Yamada Chiharu              | 13.233      | 13.666      | 12.466      | 13.100      | 162.564 | Q     |
| 6    | China                       | 39.833 (12) | 43.833 (1)  | 39.199 (3)  | 39.199 (9)  | 162.064 | Q     |
| 6    | Luo Rui                     |             | 14.900      | 10.766      |             | 162.064 | Q     |
| 6    | Ou Yushan                   | 13.000      | 14.166      | 13.900      | 13.400      | 162.064 | Q     |
| 6    | Tang Xijing                 | 13.000      | 14.333      | 12.466      | 13.066      | 162.064 | Q     |
| 6    | Wei Xiaoyuan                | 12.900      | 14.600      |             | 12.733      | 162.064 | Q     |
| 6    | Zhang Jin                   | 13.833      |             | 12.833      | 12.366      | 162.064 | Q     |
| 7    | França                      | 42.132 (4)  | 41.099 (6)  | 38.465 (7)  | 39.732 (7)  | 161.428 | Q     |
| 7    | Marine Boyer                |             | 12.800      | 13.666      | 13.300      | 161.428 | Q     |
| 7    | Mélanie de Jesus dos Santos | 13.666      | 14.400      | 12.533      | 13.266      | 161.428 | Q     |
| 7    | Coline Devillard            | 14.433      |             |             |             | 161.428 | Q     |
| 7    | Aline Friess                | 13.666      | 13.233      | 12.266      | 13.100      | 161.428 | Q     |
| 7    | Carolann Héduit             | 14.033      | 13.466      | 12.033      | 13.166      | 161.428 | Q     |
| 8    | Canadá                      | 41.199 (7)  | 39.965 (12) | 38.665 (6)  | 39.832 (5)  | 159.661 | Q     |
| 8    | Ellie Black                 | 13.666      | 13.933      | 13.266      | 13.266      | 159.661 | Q     |
| 8    | Laurie Denommée             | 13.400      | 12.866      |             | 13.266      | 159.661 | Q     |
| 8    | Denelle Pedrick             | 13.900      |             | 11.700      | 12.900      | 159.661 | Q     |
| 8    | Emma Spence                 | 13.633      | 12.800      | 12.533      |             | 159.661 | Q     |
| 8    | Sydney Turner               |             | 13.166      | 12.866      | 13.300      | 159.661 | Q     |
| 9    | Países Baixos               | 40.366 (8)  | 42.766 (2)  | 36.932 (12) | 39.332 (8)  | 159.396 | R1    |
| 9    | Eythora Thorsdottir         | 13.800      | 13.833      | 11.666      | 12.466      | 159.396 | R1    |
| 9    | Eve de Ruiter               | 13.000      |             | 11.233      | 11.900      | 159.396 | R1    |
| 9    | Sanna Veerman               |             | 14.533      |             |             | 159.396 | R1    |
| 9    | Naomi Visser                | 13.366      | 14.400      | 12.733      | 13.666      | 159.396 | R1    |
| 9    | Tisha Volleman              | 13.200      | 13.400      | 12.533      | 13.200      | 159.396 | R1    |
| 10   | Austrália                   | 40.099 (10) | 41.032 (8)  | 37.232 (10) | 37.732 (16) | 156.095 | R2    |
| 10   | Georgia-Rose Brown          | 13.000      | 13.400      |             | 11.133      | 156.095 | R2    |
| 10   | Romi Brown                  | 13.166      | 13.566      | 12.266      | 12.733      | 156.095 | R2    |
| 10   | Georgia Godwin              | 13.600      | 13.333      | 13.000      | 12.933      | 156.095 | R2    |
| 10   | Kate McDonald               |             | 14.066      | 10.733      |             | 156.095 | R2    |
| 10   | Breanna Scott               | 13.333      |             | 11.966      | 12.066      | 156.095 | R2    |
| 11   | Bélgica                     | 40.099 (10) | 40.232 (11) | 37.099 (11) | 38.633 (11) | 156.063 | R3    |
| 11   | Maellyse Brassart           | 13.300      | 12.666      | 11.833      | 12.900      | 156.063 | R3    |
| 11   | Nina Derwael                |             | 14.700      | 12.566      |             | 156.063 | R3    |
| 11   | Ylea Tollet                 | 12.833      |             |             | 12.266      | 156.063 | R3    |
| 11   | Lisa Vaelen                 | 13.966      | 12.566      | 12.700      | 13.200      | 156.063 | R3    |
| 11   | Jutta Verkest               | 12.833      | 12.866      | 11.333      | 12.533      | 156.063 | R3    |
| 12   | Alemanha                    | 40.166 (9)  | 40.433 (9)  | 36.799 (13) | 38.266 (14) | 155.664 | R4    |
| 12   | Anna-Lena König             | 13.000      | 12.066      | 11.933      | 13.000      | 155.664 | R4    |
| 12   | Emma Malewski               |             | 13.333      | 12.933      | 12.666      | 155.664 | R4    |
| 12   | Lea Quaas                   | 13.300      |             | 11.600      | 12.233      | 155.664 | R4    |
| 12   | Karina Schönmaier           | 13.400      | 12.700      | 11.933      | 12.600      | 155.664 | R4    |
| 12   | Elisabeth Seitz             | 13.466      | 14.400      |             |             | 155.664 | R4    |

#### Individual geral
| Pos. | Ginasta                     |        |        |        |        | Total  | Qual. |
| ---- | --------------------------- | ------ | ------ | ------ | ------ | ------ | ----- |
| 1    | Rebeca Andrade              | 15.066 | 14.666 | 13.400 | 14.200 | 57.332 | Q     |
| 2    | Shilese Jones               | 14.200 | 14.566 | 13.200 | 13.800 | 55.766 | Q     |
| 3    | Jade Carey                  | 14.600 | 13.450 | 13.133 | 14.066 | 55.132 | Q     |
| 4    | Martina Maggio              | 14.200 | 14.200 | 12.900 | 13.500 | 54.800 | Q     |
| 5    | Jessica Gadirova            | 14.400 | 13.166 | 12.933 | 14.100 | 54.599 | Q     |
| 6    | Ou Yushan                   | 13.000 | 14.166 | 13.900 | 13.400 | 54.466 | Q     |
| 7    | Alice D'Amato               | 14.233 | 14.400 | 12.133 | 13.600 | 54.366 | Q     |
| 8    | Miyata Shoko                | 14.300 | 12.566 | 13.700 | 13.600 | 54.166 | Q     |
| 9    | Naomi Visser                | 13.366 | 14.400 | 12.733 | 13.666 | 54.165 | Q     |
| 10   | Flávia Saraiva              | 13.833 | 13.200 | 12.900 | 14.200 | 54.133 | Q     |
| 11   | Ellie Black                 | 13.666 | 13.933 | 13.266 | 13.266 | 54.131 | Q     |
| 12   | Jordan Chiles               | 14.466 | 14.066 | 11.516 | 14.100 | 53.998 | –     |
| 13   | Mélanie de Jesus dos Santos | 13.666 | 14.400 | 12.533 | 13.266 | 53.865 | Q     |
| 14   | Alice Kinsella              | 14.266 | 14.166 | 13.066 | 12.300 | 53.798 | Q     |
| 15   | Ondine Achampong            | 14.466 | 12.833 | 12.966 | 13.333 | 53.598 | –     |
| 16   | Georgia Godwin              | 13.600 | 13.333 | 13.000 | 12.933 | 52.866 | Q     |
| 17   | Tang Xijing                 | 13.000 | 14.333 | 12.466 | 13.066 | 52.865 | Q     |
| 18   | Carolann Héduit             | 14.033 | 13.466 | 12.033 | 13.166 | 52.698 | Q     |
| 19   | Yamada Chiharu              | 13.233 | 13.666 | 12.466 | 13.100 | 52.465 | Q     |
| 20   | Lisa Vaelen                 | 13.966 | 12.566 | 12.700 | 13.200 | 52.432 | Q     |
| 21   | Tisha Volleman              | 13.200 | 13.400 | 12.533 | 13.200 | 52.333 | Q     |
| 22   | Aline Friess                | 13.666 | 13.233 | 12.266 | 13.100 | 52.265 | –     |
| 23   | Ana Bărbosu                 | 13.000 | 13.433 | 12.500 | 13.300 | 52.233 | Q     |
| 24   | Laura Casabuena             | 13.200 | 12.666 | 12.966 | 13.200 | 52.032 | Q     |
| 25   | Lee Yun-seo                 | 12.800 | 13.200 | 12.733 | 13.100 | 51.833 | Q     |
| 26   | Manila Esposito             | 13.566 | 13.966 | 10.800 | 13.466 | 51.798 | –     |
| 27   | Eythora Thorsdottir         | 13.800 | 13.833 | 11.666 | 12.466 | 51.765 | –     |
| 28   | Romi Brown                  | 13.166 | 13.566 | 12.266 | 12.733 | 51.731 | Q     |
| 29   | Maisa Kuusikko              | 13.233 | 12.866 | 12.066 | 13.066 | 51.231 | Q     |
| 30   | Maellyse Brassart           | 13.300 | 12.666 | 11.833 | 12.900 | 50.699 | R1    |
| 31   | Karina Schönmaier           | 13.400 | 12.700 | 11.933 | 12.600 | 50.633 | R2    |
| 32   | Natalia Escalera            | 12.966 | 12.966 | 11.600 | 12.833 | 50.365 | R3    |

#### Salto
| Pos. | Ginasta          | Salto 1 | Salto 1 | Salto 1 | Salto 1     | Salto 2 | Salto 2 | Salto 2 | Salto 2     | Total  | Qual. |
| Pos. | Ginasta          | Nota D  | Nota E  | Pen.    | Pontuação 1 | Nota D  | Nota E  | Pen.    | Pontuação 2 | Total  | Qual. |
| ---- | ---------------- | ------- | ------- | ------- | ----------- | ------- | ------- | ------- | ----------- | ------ | ----- |
| 1    | Jade Carey       | 5.600   | 9.000   |         | 14.600      | 5.000   | 9.366   |         | 14.366      | 14.483 | Q     |
| 2    | Jordan Chiles    | 5.000   | 9.466   |         | 14.466      | 4.800   | 9.366   |         | 14.166      | 14.316 | Q     |
| 3    | Coline Devillard | 5.400   | 9.033   |         | 14.433      | 5.000   | 9.166   |         | 14.166      | 14.299 | Q     |
| 4    | Yeo Seo-jeong    | 5.400   | 8.966   |         | 14.366      | 5.000   | 9.133   |         | 14.133      | 14.259 | Q     |
| 5    | Jessica Gadirova | 5.000   | 9.400   |         | 14.400      | 4.800   | 9.200   |         | 14.000      | 14.200 | Q     |
| 6    | Ellie Black      | 4.800   | 8.866   |         | 13.666      | 5.000   | 8.833   |         | 13.833      | 13.749 | Q     |
| 7    | Miyata Shoko     | 5.000   | 9.300   |         | 14.300      | 4.800   | 8.233   |         | 13.033      | 13.666 | Q     |
| 8    | Lisa Vaelen      | 5.400   | 8.666   | –0.1    | 13.966      | 4.400   | 8.633   |         | 13.033      | 13.499 | Q     |
| 9    | Leanne Wong      | 5.000   | 8.766   |         | 13.766      | 4.200   | 8.900   |         | 13.100      | 13.433 | –     |
| 10   | Lihie Raz        | 5.000   | 8.700   |         | 13.800      | 4.400   | 8.733   |         | 13.133      | 13.416 | R1    |
| 11   | Aline Friess     | 5.400   | 8.366   | –0.1    | 13.666      | 4.400   | 8.800   | –0.3    | 12.900      | 13.283 | R2    |
| 12   | Rebeca Andrade   | 5.600   | 9.466   |         | 15.066      | 3.000   | 8.466   |         | 11.466      | 13.266 | R3    |

#### Barras assimétricas
Mélanie de Jesus dos Santos e Alice D'Amato ambos qualificados como R1 por receberem pontuações D e E idênticas.
| Pos. | Ginasta                     | Nota D | Nota E | Pen. | Total  | Qual. |
| ---- | --------------------------- | ------ | ------ | ---- | ------ | ----- |
| 1    | Luo Rui                     | 6.400  | 8.500  |      | 14.900 | Q     |
| 2    | Nina Derwael                | 6.300  | 8.400  |      | 14.700 | Q     |
| 3    | Rebeca Andrade              | 6.100  | 8.566  |      | 14.666 | Q     |
| 4    | Wei Xiaoyuan                | 6.400  | 8.200  |      | 14.600 | Q     |
| 5    | Shilese Jones               | 6.300  | 8.266  |      | 14.566 | Q     |
| 6    | Sanna Veerman               | 6.300  | 8.233  |      | 14.533 | Q     |
| 7    | Naomi Visser                | 6.000  | 8.400  |      | 14.400 | Q     |
| 8    | Elisabeth Seitz             | 6.100  | 8.300  |      | 14.400 | Q     |
| 9    | Mélanie de Jesus dos Santos | 6.300  | 8.100  |      | 14.400 | R1    |
| 9    | Alice D'Amato               | 6.300  | 8.100  |      | 14.400 | R1    |
| 11   | Tang Xijing                 | 6.100  | 8.233  |      | 14.333 | –     |
| 12   | Martina Maggio              | 5.900  | 8.300  |      | 14.200 | R3    |

#### Trave
| Pos. | Ginasta          | Nota D | Nota E | Pen. | Total  | Qual. |
| ---- | ---------------- | ------ | ------ | ---- | ------ | ----- |
| 1    | Ou Yushan        | 6.200  | 7.700  |      | 13.900 | Q     |
| 2    | Skye Blakely     | 6.000  | 7.733  |      | 13.733 | Q     |
| 3    | Miyata Shoko     | 5.800  | 7.900  |      | 13.700 | Q     |
| 4    | Marine Boyer     | 5.700  | 7.966  |      | 13.666 | Q     |
| 5    | Wantanabe Hazuki | 5.400  | 8.200  |      | 13.600 | Q     |
| 6    | Zsófia Kovács    | 5.700  | 7.833  |      | 13.533 | Q     |
| 7    | Sakaguchi Ayaka  | 5.600  | 7.866  |      | 13.466 | –     |
| 8    | Rebeca Andrade   | 5.800  | 7.600  |      | 13.400 | Q     |
| 9    | Ellie Black      | 5.500  | 7.766  |      | 13.266 | Q     |
| 10   | Shilese Jones    | 5.200  | 8.000  |      | 13.200 | R1    |
| 11   | Jade Carey       | 5.400  | 7.733  |      | 13.133 | –     |
| 12   | Alice Kinsella   | 5.800  | 7.366  | –0.1 | 13.066 | R2    |
| 13   | Ting Hua-tien    | 5.400  | 7.600  |      | 13.000 | R3    |

#### Solo
| Pos. | Ginasta           | Nota D | Nota E | Pen. | Total  | Qual. |
| ---- | ----------------- | ------ | ------ | ---- | ------ | ----- |
| 1    | Flávia Saraiva    | 5.800  | 8.400  |      | 14.200 | Q     |
| 2    | Rebeca Andrade    | 6.100  | 8.100  |      | 14.200 | Q     |
| 3    | Jessica Gadirova  | 5.900  | 8.300  | –0.1 | 14.100 | Q     |
| 4    | Jordan Chiles     | 5.800  | 8.300  |      | 14.100 | Q     |
| 5    | Jade Carey        | 6.100  | 7.966  |      | 14.066 | Q     |
| 6    | Shilese Jones     | 5.700  | 8.100  |      | 13.800 | –     |
| 7    | Naomi Visser      | 5.600  | 8.066  |      | 13.666 | Q     |
| 8    | Jennifer Gadirova | 5.300  | 8.300  |      | 13.600 | Q     |
| 9    | Alice D'Amato     | 5.400  | 8.200  |      | 13.600 | Q     |
| 10   | Miyata Shoko      | 5.500  | 8.100  |      | 13.600 | R1    |
| 11   | Skye Blakely      | 5.700  | 7.900  |      | 13.600 | –     |
| 12   | Martina Maggio    | 5.700  | 8.100  | –0.3 | 13.500 | R2    |
| 13   | Júlia Soares      | 5.500  | 8.066  | –0.1 | 13.466 | –     |
| 14   | Manila Esposito   | 5.400  | 8.066  |      | 13.466 | –     |
| 15   | Ou Yushan         | 5.400  | 8.000  |      | 13.400 | R3    |

## Nações participantes
- África do Sul
- Albânia
- Alemanha
- Argélia
- Argentina
- Armênia
- Austrália
- Áustria
- Azerbaijão
- Barbados
- Bélgica
- Brasil
- Bulgária
- Canadá
- Cazaquistão
- Chile
- China
- Colômbia
- Coreia do Sul
- Costa Rica
- Croácia
- Chipre
- Dinamarca
- Egito
- Equador
- Eslovênia
- Espanha
- Estados Unidos
- Filipinas
- Finlândia
- França
- Grã-Bretanha
- Grécia
- Hong Kong
- Hungria
- Índia
- Indonésia
- Irão
- Irlanda
- Islândia
- Israel
- Itália
- Jamaica
- Japão
- Jordânia
- Letônia
- Lituânia
- Luxemburgo
- Malta
- Marrocos
- México
- Noruega
- Nova Zelândia
- Países Baixos
- Panamá
- Peru
- Polónia
- Porto Rico
- Portugal
- República Dominicana
- República Tcheca
- Roménia
- Sérvia
- Singapura
- Sri Lanka
- Suécia
- Suíça
- Tailândia
- Taipé Chinesa
- Trinidad e Tobago
- Turquia
- Ucrânia
- Uzbequistão
- Venezuela